# بول بارتش
بول بارتش (بالإنجليزية: Paul Bartsch)‏ (و. 1871 – 1960 م) هو عالم طيور، وعالم حيواني، وأستاذ جامعي، وعالم رخويات، وعالم قشريات من الولايات المتحدة الأمريكية .
توفي عن عمر يناهز 89 عاماً.

## التعليم
تعلم في جامعة آيوا